# Mausoléu Baba Tahir (Hamadan)

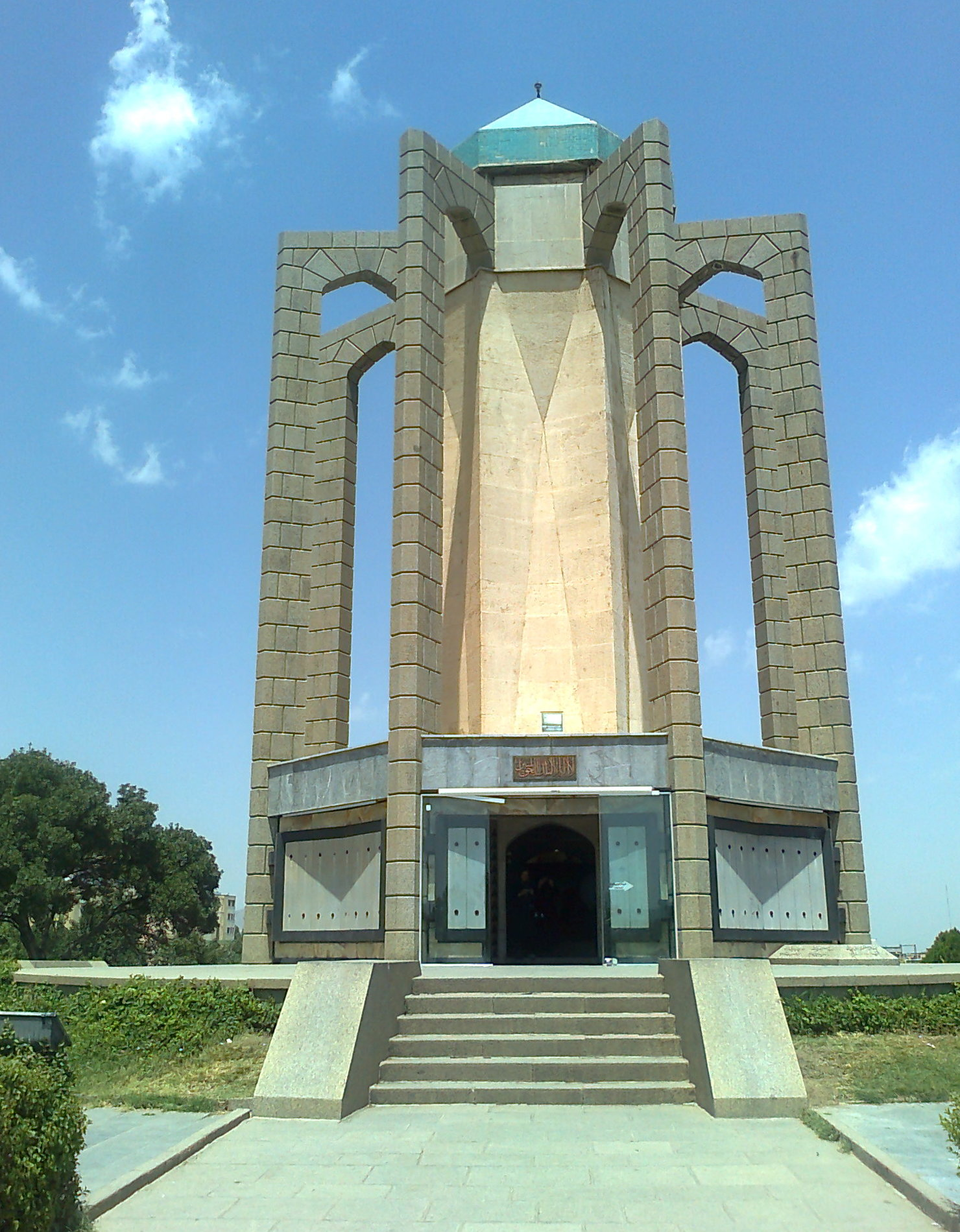
Tumba de Baba Taher

O Mausoléu Baba Tahir (em persa: آرامگاه باباطاهر) é um mausoléu que pertence ao período contemporâneo e está localizado na Praça Baba Tahir em Hamadan.